# Mötley Crüe: Greatest Video Hits
Greatest Video Hits es un DVD de la banda estadounidense de hard rock Mötley Crüe. Fue lanzado en el año 2003, contiene 21 vídeos y material extra.

## Lista de Vídeos
1. Kickstart My Heart
2. Same Ol' Situation (S.O.S.)
3. Don't Go Away Mad (Just Go Away)
4. Without You
5. Wild Side
6. Girls, Girls, Girls
7. Dr. Feelgood
8. Looks That Kill
9. Live Wire
10. You're All I Need
11. Too Young to Fall in Love
12. Primal Scream
13. Anarchy In The U.K.
14. Afraid
15. Smoke The Sky
16. Misunderstood
17. Enslaved
18. Smokin' in the Boys Room
19. Hooligan's Holiday
20. Hell On High Heels
21. Home Sweet Home

## Material Extra y Vídeos Alternativos
1. Girls, Girls, Girls (X-Rated Version)
2. Dr. Feelgood (Alternate Version)
3. . Primal Scream (Uncensored)
4. Misunderstood (Uncensored)
5. Hell On High Heels (Uncensored)
6. Home Sweet Home ('91 Remix)

- Interview with Nikki & Tommy
- Text/Photo Galleries
- Discographies
- Personal Playlist
- Weblinks